# Humboldtgebirge (Nordamerika)
Das Humboldtgebirge (englisch Humboldt Mountains, benannt nach dem Naturforscher Alexander von Humboldt) ist ein Gebirge im US-amerikanischen Bundesstaat Nevada.
Das Humboldtgebirge bildet zwei parallele Bergrücken im nördlichen Teil des Großen Beckens, die etwa 220 km voneinander entfernt von Norden nach Süden ziehen.  Sie liegen etwa zwischen 40° und 41° nördlicher Breite und 115° und 118° westlicher Länge.
Die östliche Kette trägt im Norden einen 3677 m hohen Gipfel. Der westliche Zug begleitet den unteren Lauf des Humboldt River und den Humboldtsee.